# Zyndram
Zyndram – imię pochodzenia germańskiego, powstałe ze słów sind i Rabe (co w języku polskim oznacza kruka), raczej rzadko spotykane. Imię to nosił jeden z dowódców polskiego rycerstwa w bitwie pod Grunwaldem, Zyndram z Maszkowic.
Zyndram imieniny obchodzi 30 maja.